# Strassen (Tyrolsko)
Strassen je obec v Rakousku ve spolkové zemi Tyrolsko v okrese Lienz.
Žije zde 834 obyvatel (1. 1. 2011).